# Günter Rauch
Günter Rauch (* 15. November 1935 in Frankfurt am Main; † 27. April 2022) war ein deutscher Historiker.

## Leben und Werk
Günter Rauch besuchte ab 1946 das Humanistische Gymnasium in Bad Reichenhall und wechselte 1949 nach Memmingen. Nach seinem Abitur 1954 studierte er Geschichtswissenschaft in Frankfurt und München. Von 1959 bis 1976 arbeitete er als Wissenschaftlicher Mitarbeiter an der Johann Wolfgang Goethe-Universität Frankfurt am Main. 1963 promovierte er zum Dr. phil. Von 1976 bis 1980 leitete er die private Herder-Schule Wuppertal, wonach er von 1980 bis 2000 die Leitung des Kulturamts der Stadt Hanau übernahm.
Rauch verfasste zahlreiche Publikationen zur Reichs-, Kirchen-, Regional- und Lokalgeschichte. Er war Mitglied aller Hanauer Geschichtsvereine und der Historischen Kommission für Hessen in Marburg. Er war jahrelang als stellvertretender Vorsitzender des Hanauer Geschichtsvereins 1844 e.V. und Vorsitzender des Trägervereins Hessisches Puppenmuseum Hanau-Wilhelmsbad e.V. tätig.
Seit 1964 war er Dozent an der Volkshochschule Hanau. Ab 1973 bekleidete er das Amt des Lektors und des Prädikanten der Evangelischen Kirche von Kurhessen–Waldeck, die ihm die Elisabeth-Medaille verlieh. Seit 2004 war er Gastredner der Interessengemeinschaft Hanauer Altstadt e.V., für die er bis 2014 jährlich vier- bis sechsmal referierte. 2014 erhielt er hier die Auszeichnung Maître de Secours („Meister der Hilfe“). 2021 bekam er per Magistratsbeschluss die August-Gaul-Plakette zugesprochen, die höchste kulturelle Auszeichnung der Stadt Hanau. Die Verleihungszeremonie fand im Oktober 2021 statt. Am 27. April 2022 verstarb Rauch im Alter von 86 Jahren.

### Veröffentlichungen (Auswahl)
- Pröpste, Propstei und Stift von Sankt Bartholomäus in Frankfurt: 9. Jahrhundert bis 1802. W. Kramer, Frankfurt am Main 1975.
- Über die Zuständigkeitsabgrenzung von Reichshofrat und Reichskammergericht: insbesondere in Strafsachen und Angelegenheiten der freiwilligen Gerichtsbarkeit. Ausgaben 1–5, mit Hans Schlosser und Werner Hälle.
- Die Bündnisse deutscher Herrscher mit Reichsangehörigen: vom Regierungsantritt Friedrich Barbarossas bis zum Tod Rudolfs von Habsburg. Scientia Verlag, 1966.
- Das Mainzer Domkapitel in der Neuzeit: zur Verfassung und Selbstverständnis einer adeligen geistlichen Gemeinschaft; mit einer Liste der Domprälaten seit 1500. Band 1. Böhlau.
- 450 Jahre Altstädter Rathaus: Deutsches Goldschmiedehaus Hanau. Peters, Hanau 1988.
- Das Deutsche Goldschmiedehaus in Hanau: Vergangenheit und Gegenwart. Magistrat der Stadt Hanau, 1992.
- Andreas van Recum, 1765–1828. Ein rheinischer Kosmopolit. Mit Karl-Georg Faber und Walther Kienast, Röhrscheid, 1968.
- Geschichte Hanaus, Band 1: Von den Anfängen bis zum Tod Graf Philipp Ludwigs II. von Hanau-Münzenberg (1612). Cocon-Verlag GmbH, 2016, ISBN 3-86314-320-5.
- Geschichte Hanaus, Band 2: Von der Gründung der Neustadt bis zur Annexion Kurhessens durch Preußen (1866). Cocon-Verlag GmbH, 2018, ISBN 3-86314-369-8.
- Geschichte Hanaus, Band 3: Kaiserreich. Weimarer Republik. Drittes Reich. Cocon-Verlag GmbH, 2020, ISBN 3-96320-030-8.

### Sekundärliteratur
- Claus Kaminsky: Trauerrede auf Dr. Günter Rauch (1935–2022) am 7. Mai 2022. In: Neues Magazin für Hanauische Geschichte. Hanau 2023, S. 359–361.

## Belege
1. ↑  Hanau: Auszeichnung für Kulturgrößen. In: fr.de vom 11. März 2021, abgerufen am 19. März 2021
2. ↑  Trauer um Dr. Günter Rauch. In: Aktuelle Meldungen der Stadt Hanau vom 29. April 2022.

| Personendaten    | Personendaten        |
| ---------------- | -------------------- |
| NAME             | Rauch, Günter        |
| KURZBESCHREIBUNG | deutscher Historiker |
| GEBURTSDATUM     | 15. November 1935    |
| GEBURTSORT       | Frankfurt am Main    |
| STERBEDATUM      | 27. April 2022       |